# Associazione Sportiva Enna 1942-1943
Questa pagina raccoglie le informazioni riguardanti l'Associazione Sportiva Enna nelle competizioni ufficiali della stagione 1942-1943.

## Rosa
| N. |                   | Ruolo | Calciatore         |
| -- | ----------------- | ----- | ------------------ |
|    | Italia (bandiera) | D     | G. Amato           |
|    | Italia (bandiera) | C     | S. Barbaro         |
|    | Italia (bandiera) | C     | Lino Battistella   |
|    | Italia (bandiera) | A     | L. Biondani        |
|    | Italia (bandiera) | C     | D. Calzoni         |
|    | Italia (bandiera) | D     | F. Cammarata       |
|    | Italia (bandiera) | D     | Antonio Cappellari |
|    | Italia (bandiera) | A     | A. Cassara         |
|    | Italia (bandiera) | A     | M. Cona            |
|    | Italia (bandiera) | A     | G. Dori            |
|    | Italia (bandiera) | C     | D. Filippini       |
|    | Italia (bandiera) | P     | A. Fiocco          |
|    | Italia (bandiera) | A     | G. Frigo           |
|    | Italia (bandiera) | C     | A. Gatti           |

| N. |                   | Ruolo | Calciatore     |
| -- | ----------------- | ----- | -------------- |
|    | Italia (bandiera) | A     | M. Grimaldi    |
|    | Italia (bandiera) | C     | C. Inglese     |
|    | Italia (bandiera) | A     | L. Livio       |
|    | Italia (bandiera) | P     | A. Lo Giudice  |
|    | Italia (bandiera) | D     | S. Lo Giudice  |
|    | Italia (bandiera) | A     | Italo Lonardi  |
|    | Italia (bandiera) | A     | D. Orsi        |
|    | Italia (bandiera) | C     | F. Piubella    |
|    | Italia (bandiera) | A     | G. Polato      |
|    | Italia (bandiera) | C     | G. Puglisi     |
|    | Italia (bandiera) | D     | A. Strafalaci  |
|    | Italia (bandiera) | C     | Osvaldo Trebbi |
|    | Italia (bandiera) | P     | P. Vasco       |
|    | Italia (bandiera) | P     | A. Zambelli    |